# David Frost, barone Frost
David George Hamilton Frost (Derby, 21 febbraio 1965) è un diplomatico e politico britannico.

## Carriera diplomatica
Frost è entrato a far parte dell'FCO nel 1987 assegnato a Nicosia, poi inviato a Bruxelles come primo segretario, prima di un periodo alle Nazioni Unite a New York.
Promosso consigliere economico presso l'ambasciata britannica a Parigi nel 2001, ha fatto parte del team di gestione durante la sua presidenza britannica dell'UE nel 2005.
Frost è stato ambasciatore britannico in Danimarca dal 2006 al 2008.

## Carriera politica
Capo negoziatore sull'uscita britannica dall'UE è stato nominato in rango di barone (a vita) della camera dei Lord del Regno Unito, come Baron Frost, of Allenton in the County of Derbyshire, nel 2020. 
Come legislatore, si siede sui banchi del partito Conservatore.
Boris Johnson lo ha voluto come ministro incaricato della Brexit, carica da cui si è dimesso il 19 dicembre 2021.